# 단백질 인산화

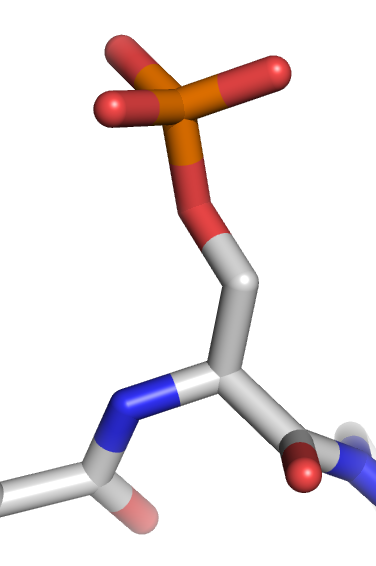
인산화된 세린 잔기의 모델

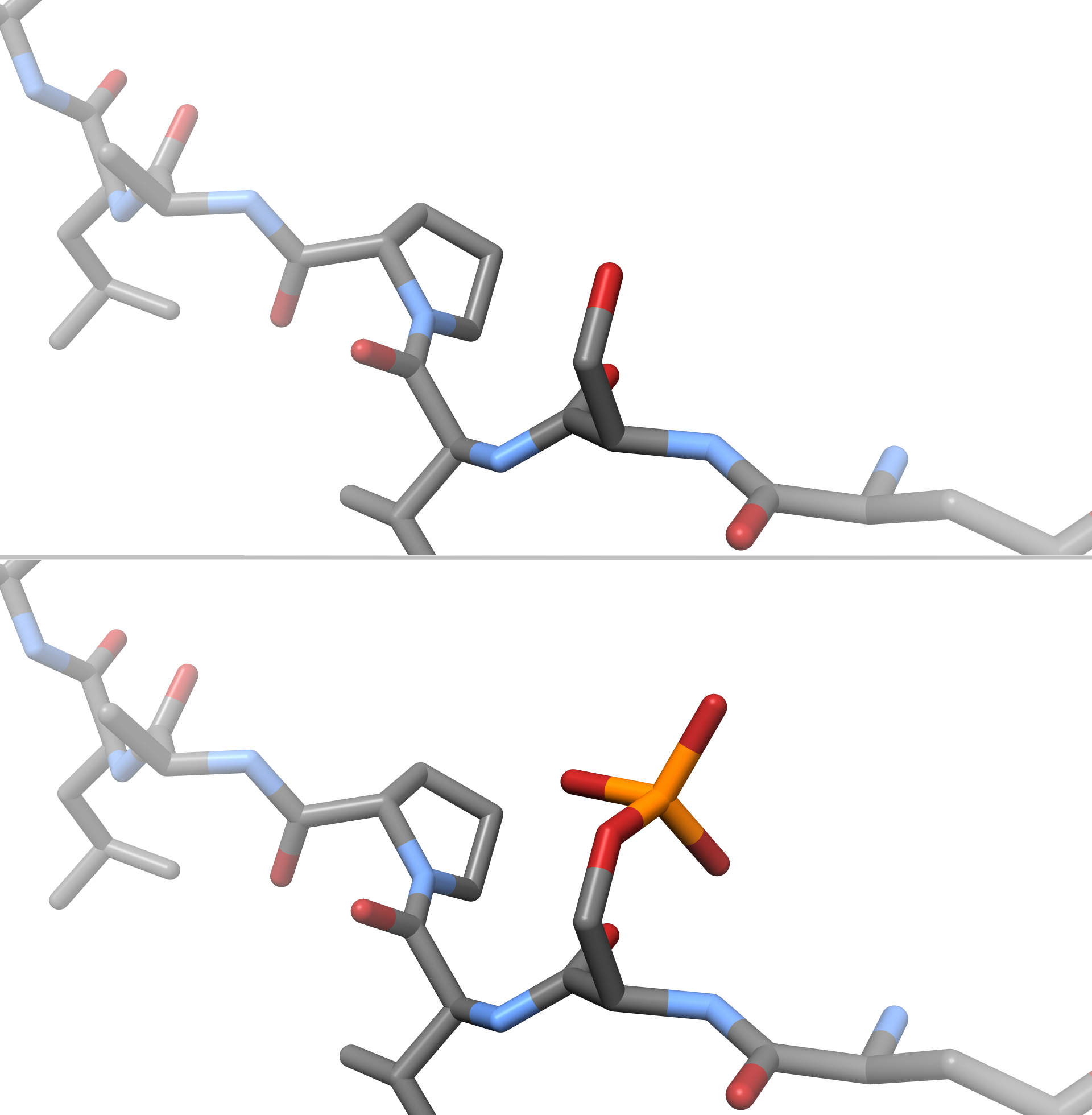
인산화 전후의 아미노산 사슬의 세린

단백질 인산화(蛋白質 燐酸化, 영어: protein phosphorylation)는 아미노산 잔기가 공유 결합된 인산기의 추가로 단백질 키네이스에 의해 인산화되는 단백질의 가역적인 번역 후 변형 과정이다. 인산화는 단백질의 입체 구조를 변화시켜 단백질을 활성화시키거나 비활성화시키며, 또는 단백질의 기능을 변형시킨다. 사람 단백질들 중 약 13,000가지의 단백질에는 인산화되는 부위를 가지고 있다.

## 같이 보기
- 인산화
- 단백질